# Clarence Blum

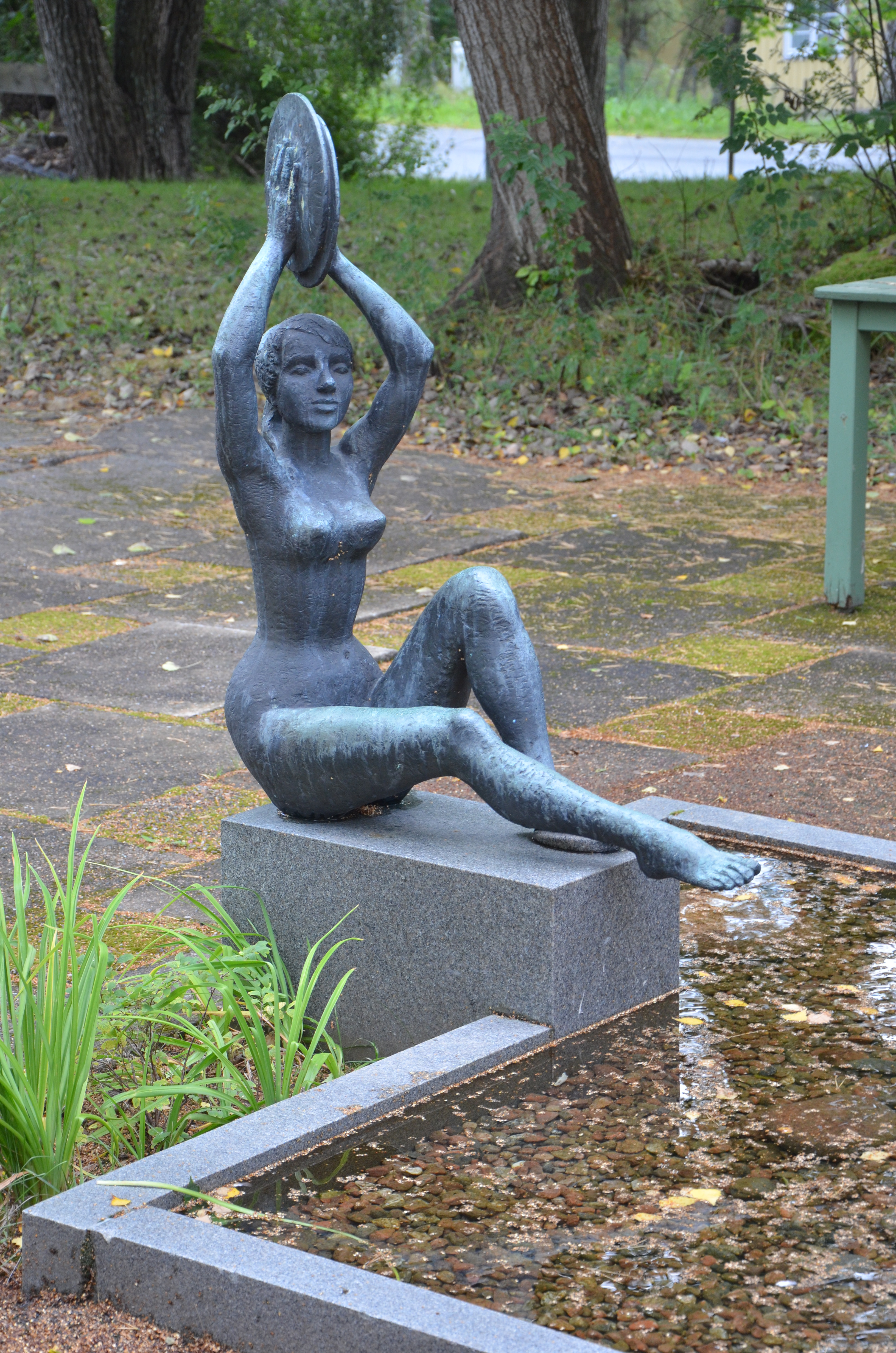
Cymbalen klingar i Näsbypark

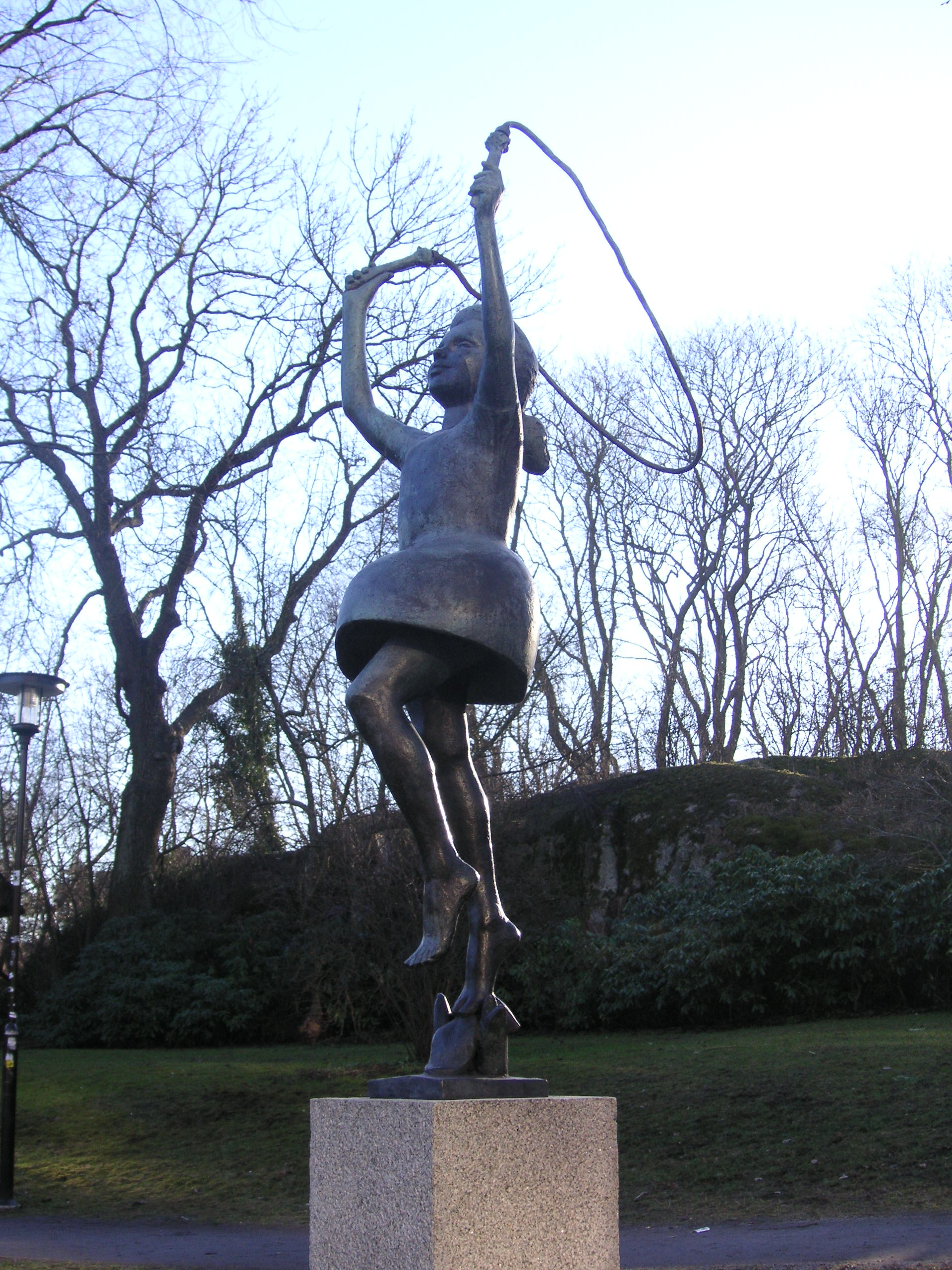
Flickan med hopprep

Clarence Berndt Adolf Blum, född 10 juli 1897 i Liverpool, död 23 september 1984 i Täby, var en brittisk-svensk skulptör.
Blum utbildade sig vid Konstakademien i Stockholm och i Dresden, Paris och Florens. Han gjorde framför allt skulpturer i intimt format.

## Offentliga verk i urval
- Eastmanfontänen utanför Eastmaninstitutet i Stockholm (1936), brons och marmor
- Dansen går, Malmö stadsteater
- Fiskegumma (1949), granit, Norra Vallgatan vid före detta Fisktorget i Malmö
- Gäddleken (1962), brons, Turebergstorg i Sollentuna och vid Varbergs Sparbank i Varberg
- Flickan med hopprepet (1967), brons, Högalidsparken i Stockholm
- Flicka med vattenkruka, brons, Brageskolan i Enebyberg

## Bildgalleri

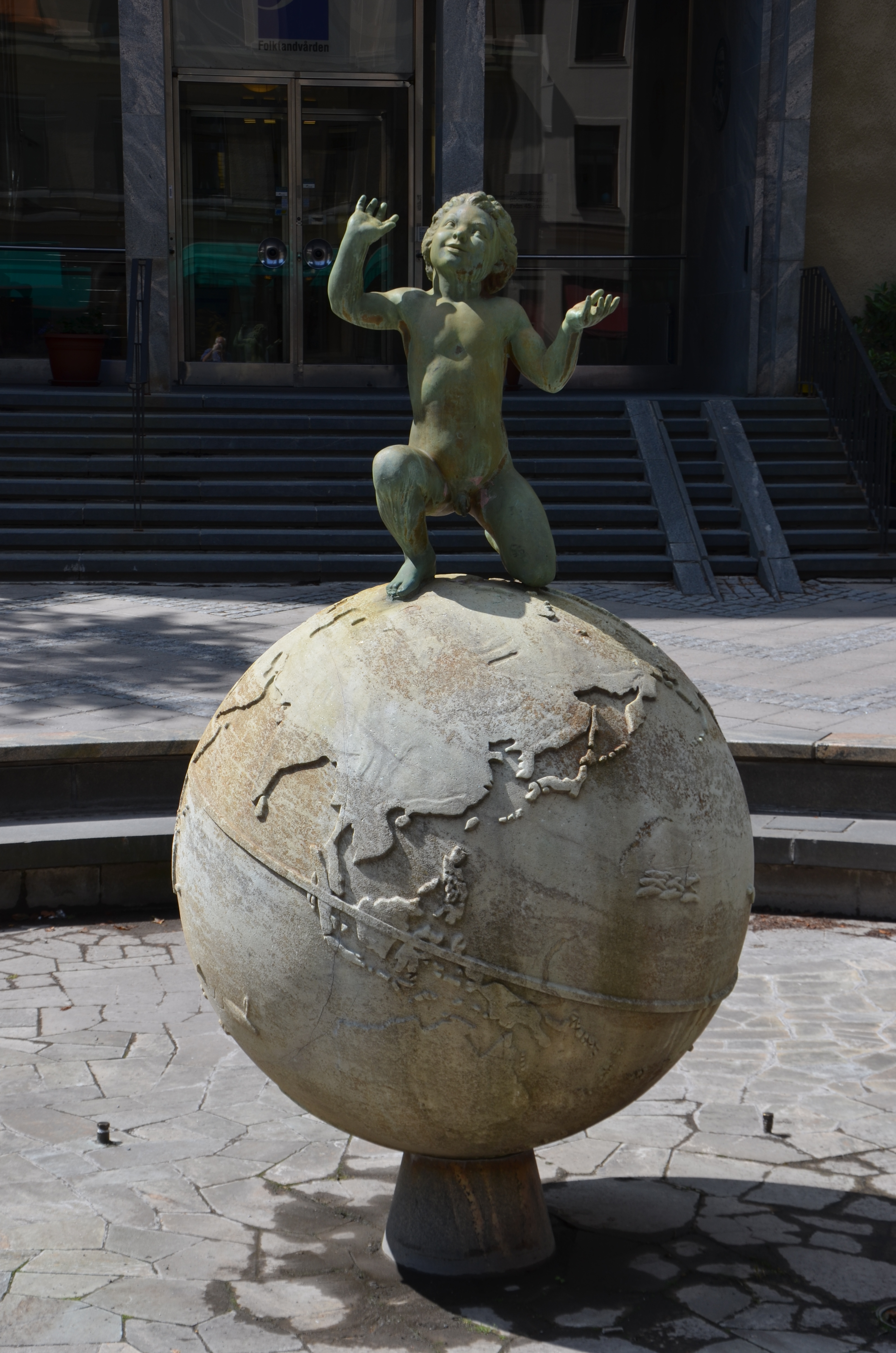
Eastmanfontänen i Stockholm
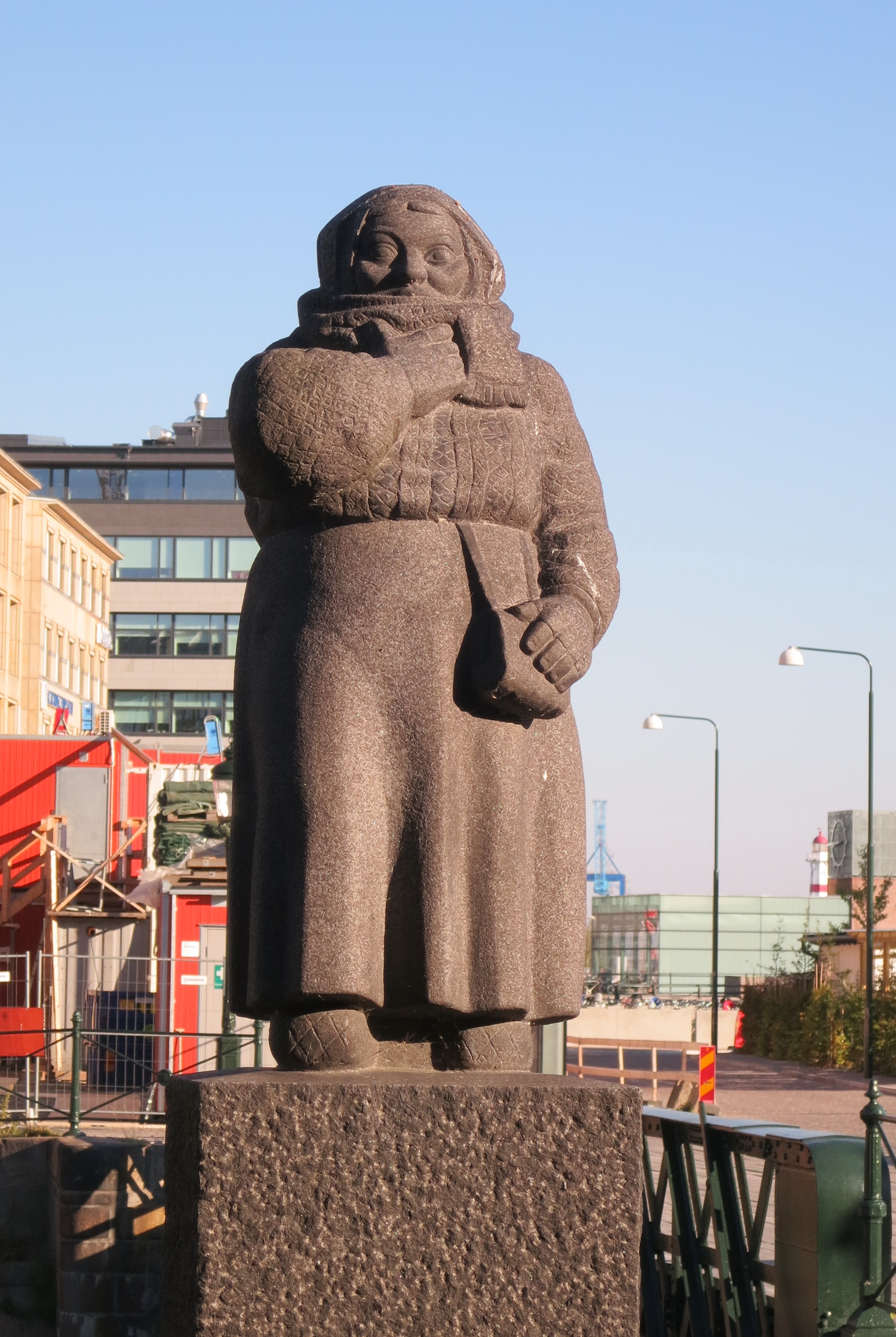
Fiskegumma i Malmö
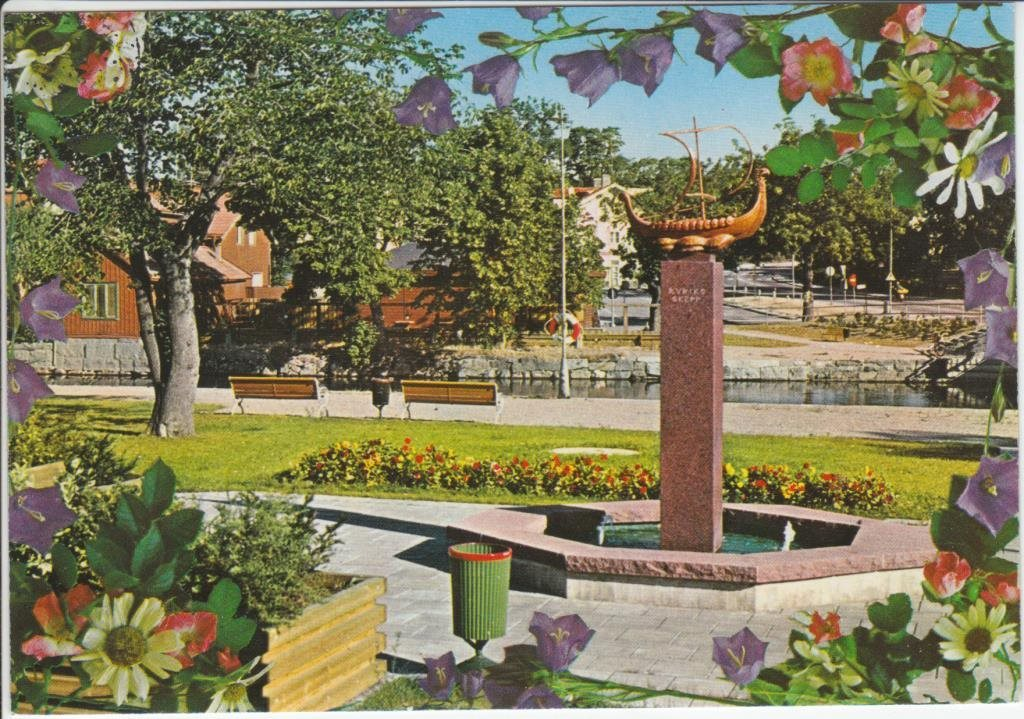
Skulpturen Ruriks skepp i Norrtälje